# FC Smorgon
FC Smorgon este un club de fotbal din FC Smorgon, Belarus.

## Jucători notabili
- Said Belmokhtar
- Vasiliy Baranov